# Абдулов, Ильгар
Ильгар Абдулов (азерб. İlqar Abdulov; 12 мая 1981, Баку, Азербайджанская ССР, СССР) — азербайджанский борец греко-римского стиля, участник Олимпийских игр.

## Карьера
В мае 2008 года в Риме на квалификации к Олимпийским играм одержал четыре победы и завоевал Олимпийскую лицензию. В августе 2008 года в Пекине Абдулов представлял Азербайджан на летних Олимпийских играх 2008 года, где он выступал в весовой категории до 74 кг, где на стадии квалификации он победил турецкого борца Шерефа Тюфенка, а затем в 1/8 финала на туше проиграл российскому борцу и бывшему олимпийскому чемпиону Вартересу Самургашеву. После Олимпиады стал играющим тренером сборной Азербайджана. Несмотря на то, что в 2008 году он заявил о завершении спортивной карьеры, в декабре этого года он принял участие на чемпионате Азербайджана и занял первое место в весовой категории до 84 кг.
В феврале 2009 года попал в состав сборной на Кубок мира во французском Клермон-Ферране, однако схваток не проводил. В марте 2009 года попал с состав сборной к чемпионату Европы в Вильнюсе, однако на турнире не участвовал. В августе 2010 года тренировал юниорскую сборную Азербайджана на летних юношеских играх в Сингапуре. В мае 2011 года в Мардакяне принимал участие на сборе сборной по пляжной борьбе. В ноябре 2016 года стал старшим тренером сборной Азербайджана. В мае 2017 года Ильгар Абдулов стал главным тренером молодёжной команды Азербайджана по греко-римской борьбе.

## Достижения
- Чемпионат мира по борьбе среди кадетов 1999 — 6;
- Чемпионат мира по борьбе среди студентов 2000 — 4;
- Чемпионат мира по борьбе среди юниоров 2001 — 6;
- Чемпионат Европы по борьбе среди юниоров 2002 — 24;
- Чемпионат мира по борьбе среди юниоров 2003 — 6;
- Чемпионат Европы по борьбе 2005 — 5;
- Чемпионат мира по борьбе 2005 — 8;
- Чемпионат мира по борьбе 2006 — 31;
- Чемпионат Европы по борьбе 2007 — 12;
- Чемпионат мира по борьбе 2007 — 17;
- Чемпионат Европы по борьбе 2008 — 10;
- Олимпийские игры 2008 — 12;